# Diatrypa apithoides
Diatrypa apithoides är en insektsart som först beskrevs av Henri Saussure 1897.  Diatrypa apithoides ingår i släktet Diatrypa och familjen syrsor. Inga underarter finns listade i Catalogue of Life.